# Ruth Ellis
Ruth Ellis (Springfield (Illinois), 23 de juliol de 1899 - Detroit, 5 d'octubre de 2000) va ser una activista LGBT dels Estats Units. La seva vida està recollida al documental Living With Pride: Ruth C. Ellis @ 100 dirigida per Yvonne Welbon. El documental es va projectar a festivals de tot el món i va guanyar el premi del públic al millor documental al San Francisco International Gay and Lesbian Film Festival al 1999.

## Biografia
Ellis va néixer a Springfield, Illinois, el 23 de juliol de 1899, filla de Charlie Ellis i Carrie Farro Ellis. Era la més jove de quatre fills i l'única noia. Els seus pares van néixer durant els últims anys de l'esclavitud a Tennessee. La mare va morir quan Ellis tenia 10 anys. Ellis va reconèixer públicament el seu lesbianisme cap al 1915 i es va graduar a l'escola d'educació secundària de Springfield al 1919, en una època en què menys del 7% dels afroamericans acabaven l'educació secundària.
En la dècada de 1920 va conèixer l'única dona amb qui va conviure, Ceciline Babe Franklin. Es van traslladar juntes a Detroit, Míchigan, el 1937, on es va convertir en la primera dona en ser propietària d'una impremta a la ciutat. Es va guanyar la vida imprimint cartes, pamflets i cartells des de casa seva.
La casa d'Ellis i Franklin era coneguda dins de la comunitat afroamericana com el «punt gai». Era un dels llocs principals per a festes de gais i lesbianes, i servia de refugi per a gais i lesbianes afroamericans. Encara que Ellis i Franklin van acabar separant-se, van estar juntes durant 30 anys. Franklin va morir el 1973.
Al llarg de la seva vida, Ellis va lluitar tant pels drets de gais i lesbianes, com pels drets dels afroamericans. Va morir mentre dormia a casa el 5 d'octubre de 2000 a l'edat de 101 anys.

## El Centre Ruth Ellis
El Ruth Ellis Center pretén homenatjar la vida i la tasca de Ruth Ellis i és una de les quatre agències als Estats Units dedicades als joves LGBT sense llar. Entre els seus serveis hi ha un centre d'acollida, un programa d'informació al carrer, un programa d'allotjament provisional i un refugi d'emergència.

## Homenatges
El 2013, va ser incorporada al Legacy Walk, una exhibició pública a l'aire lliure que celebra la història i les persones LGBT.